# Иияма (княжество)
Княжество Иияма (яп. 飯山藩 Иияма-хан) — феодальное княжество (хан) в Японии периода Эдо (1603—1871), в провинции Синано региона Тосандо на острове Хонсю (современная префектура Нагано).

## Краткая история
Административный центр княжества: замок Иияма (современный город Иияма, префектура Нагано).
Доход хана:
- 1603—1616 годы — 40 000 коку риса
- 1616—1638 годы — 30 000 коку
- 1639—1706 годы — 40 000 коку риса
- 1706—1711 годы — 33 000 коку
- 1711—1717 годы — 48 000 коку риса
- 1717—1871 годы — 20 000 коку

Княжество Иияма было создано в 1603 году. Первым правителем домена стал Минагава Хиротэру (1548—1628), бывший владелец Минагава-хана в провинции Симоцукэ. В 1609 году его перевели в Хитати-Футю-хан (провинция Хитати).
В 1610—1616 годах княжеством владел Хори Наоёри (1577—1639), бывший правитель Сакадо-хана в провинции Этиго. В 1616 году Хори Наоёри получил во владение Нагаока-хан (провинция Этиго).
В 1616—1639 годах Иияма-хан принадлежал роду Сакума. В 1616 году первым правителем княжества был назначен Сакума Ясумаса (1555—1627), ранее владевший Такасима-ханом в провинции Оми. Ему наследовал в 1628 году второй сын Сакума Ясунага (1611—1632). В 1632—1638 годах доменом правил Сакума Ясуцугу (1630—1638), старший сын Ясунаги.
В 1639—1706 годах Иияма-хан принадлежал роду Мацудайра (ветвь Сакураи), боковой ветви династии Токугава. В 1639 году княжество получил во владение Мацудайра Тадатомо (1634—1696), ранее правивший в Какэгава-хане. В 1696 году ему наследовал внук Мацудайра Тадатака (1682—1756), который в 1706 году был переведен в Какэгава-хан (провинция Тотоми).
В 1706—1711 годах княжеством владел Нагаи Наохиро (1664—1711), бывший правитель Ако-хана в провинции Харима. В 1711 году его перевели Ивацуки-хан (провинция Мусаси).
В 1711—1717 годах Иияма-хан принадлежал Аояме Ёсихидэ (1696—1744), который ранее управлял Амагасаки-ханом (провинция Сэтцу). В 1717 году Аояма Ёсихидэ получил во владение Миядзу-хан (провинция Танго).
С 1717 по 1871 год княжеством владел род Хонда. В 1717 году домен получил Хонда Сукэёси (1663—1725), который владел Мираяма-ханом в провинции Дэва. Его потомки управляли Иияма-ханом вплоть до 1871 года.
Во время Войны Босин (1868—1869) княжество Иияма стало ареной боевых действий между императорской армией и войсками сёгуната Токугава и Северного союза.
Иияма-хан был ликвидирован в 1871 году.

## Правители княжества
- Род Минагава, 1603—1609 (фудай-даймё)

| № | Имя               | Имя      | Годы правления | Годы жизни  | Примечания                              |
| - | ----------------- | -------- | -------------- | ----------- | --------------------------------------- |
| 1 | Минагава Хиротэру | 皆川広照 | 1603 — 1609    | 1548 — 1628 | Вассал Тоётоми Хидэёси и Токугава Иэясу |

- Род Хори, 1610—1616 (тодзама-даймё)

| № | Имя         | Имя    | Годы правления | Годы жизни  | Примечания              |
| - | ----------- | ------ | -------------- | ----------- | ----------------------- |
| 1 | Хори Наоёри | 堀直寄 | 1610 — 1616    | 1577 — 1639 | Второй сын Хори Наомасы |

- Род Сакума, 1616—1638 (тодзама-даймё)

| № | Имя            | Имя        | Годы правления | Годы жизни  | Примечания                                             |
| - | -------------- | ---------- | -------------- | ----------- | ------------------------------------------------------ |
| 1 | Сакума Ясумаса | 佐久間安政 | 1616 — 1627    | 1555 — 1627 | Второй сын Сакумы Маорицуги, усыновлён Ясудой Томомунэ |
| 2 | Сакума Ясунага | 佐久間安長 | 1627 — 1632    | 1611 — 1632 | Второй сын Сакумы Ясумасы                              |
| 3 | Сакума Ясуцугу | 佐久間安次 | 1632 — 1638    | 1630 — 1638 | Сын Сакумы Ясунаги                                     |

- Род Мацудайра (ветвь Сакураи), 1639—1706 (фудай-даймё)

| № | Имя                | Имя      | Годы правления | Годы жизни  | Примечания                                                   |
| - | ------------------ | -------- | -------------- | ----------- | ------------------------------------------------------------ |
| 1 | Мацудайра Тадатомо | 松平忠倶 | 1639 — 1696    | 1634 — 1696 | Сын Мацудайры Тадасигэ                                       |
| 2 | Мацудайра Тадатака | 松平忠喬 | 1682 — 1706    | 1682 — 1756 | Сын Мацудайры Тадацугу (1652—1715) и внук Мацудайры Тадатомо |

- Род Нагаи, 1706—1711 (фудай-даймё)

| № | Имя           | Имя      | Годы правления | Годы жизни  | Примечания                |
| - | ------------- | -------- | -------------- | ----------- | ------------------------- |
| 1 | Нагаи Наохиро | 永井直敬 | 1706 — 1711    | 1664 — 1711 | Старший сын Нагаи Наоцунэ |

- Род Аояма, 1711—1717 (фудай-даймё)

| № | Имя           | Имя      | Годы правления | Годы жизни  | Примечания                 |
| - | ------------- | -------- | -------------- | ----------- | -------------------------- |
| 1 | Аояма Ёсихидэ | 青山幸秀 | 1711 — 1717    | 1696 — 1744 | Старший сын Аоямы Ёсикадзу |

- Род Хонда, 1717—1871 (фудай-даймё)

| №  | Имя             | Имя      | Годы правления | Годы жизни  | Примечания                                                      |
| -- | --------------- | -------- | -------------- | ----------- | --------------------------------------------------------------- |
| 1  | Хонда Сукэёси   | 本多助芳 | 1717 — 1725    | 1663 — 1725 | Приёмный сын и преемник Хонды Тосинаги                          |
| 2  | Хонда Ясуакира  | 本多康明 | 1725 — 1730    | 1709 — 1730 | Третий сын Хонды Сукэёси                                        |
| 3  | Хонда Сукэмоти  | 本多助有 | 1730 — 1737    | 1714 — 1737 | Младший сын Хонды Сукэёси                                       |
| 4  | Хонда Сукэмицу  | 松平近貞 | 1737 — 1774    | 1718 — 1774 | Приемный сын Хонды Сукэмоти                                     |
| 5  | Хонда Сукэцугу  | 本多助受 | 1774 — 1806    | 1764 — 1824 | Сын Хонды Сукэюки (1738—1771) и внук 4-го даймё Хонды Сукэмицу  |
| 6  | Хонда Сукэтоси  | 本多助賢 | 1806 — 1858    | 1791 — 1858 | Второй сын Тоды Удзинори, усыновлён Хондой Сукэцугу             |
| 7  | Хонда Сукэдзанэ | 本多助実 | 1858 — 1867    | 1819 — 1877 | Третий сын 5-го даймё Хонды Сукэцугу, усыновлён Хондой Сукэтоси |
| 8  | Хонда Сукэсигэ  | 本多助成 | 1867 — 1868    | 1846 — 1868 | Старший сын Хонды Сукэдзанэ                                     |
| 9  | Хонда Сукэтака  | 本多助寵 | 1868 — 1869    | 1854 — 1869 | Второй сын Хонды Сукэсигэ                                       |
| 10 | Хонда Сукэдзанэ | 本多助実 | 1869 — 1871    | 1819 — 1877 | Третий сын 5-го даймё Хонды Сукэцугу, усыновлён Хондой Сукэтоси |